# Teenage Mom: The Series
Teenage Mom: The Series (tiếng Thái: คุณแม่วัยใส The Series; RTGS: Khun Mae Wai Sai The Series) là một bộ phim truyền hình Thái Lan phát sóng năm 2017 với sự tham gia của Perawat Sangpotirat (Krist) và Ramida Jiranorraphat (Jane).
Bộ phim được đạo diễn bởi Weerachit Thongjila và sản xuất bởi GMMTV và Housestories 8. Đây là một trong sáu dự án phim truyền hình cho năm 2017 được GMMTV giới thiệu tại sự kiện "6 Natures +" vào ngày 2 tháng 3 năm 2017. Bộ phim được phát sóng vào lúc 19:00 (ICT), thứ Bảy trên LINE TV, bắt đầu từ ngày 19 tháng 8 năm 2017. Bộ phim kết thúc vào ngày 7 tháng 10 năm 2017.

## Diễn viên
Dưới đây là dàn diễn viên của bộ phim:

### Diễn viên chính
- Perawat Sangpotirat (Krist) vai Mek
- Ramida Jiranorraphat (Jane) vai Fah

### Diễn viên phụ
- Rachwin Wongviriya (Koy) vai Jane
- Supakan Benjaarruk (Nok) vai Khing
- Apichaya Saejung (Ciize) vai Mint
- Penpak Sirikul (Tai) vai mẹ của Mek
- Sakuntala Teinpairoj (TonHorm) vai Nop
- Pornnappan Pornpenpipat (Nene) vai Fon

### Khách mời
- Atthaphan Phunsawat (Gun) vai Nha sĩ
- Jumpol Adulkittiporn (Off) vai Trợ lý Nha sĩ
- Puttichai Kasetsin (Push) vai DJ Putt
- Chaleumpol Tikumpornteerawong (Jack) vai Pose
- Prachaya Ruangroj (Singto) vai người khám bệnh
- Niti Chaichitathorn (Pompam) vai Dược sĩ
- Watchara Sukchum (Jennie) vai cô gái tham gia tiệc (Tập 4)
- Boriboon Chanrueng vai kỹ thuật viên điều hòa không khí
- Nalin Hohler vai Y tá

## Nhạc phim
| Tên bài hát                 | Thể hiện                    | Ref.  |
| --------------------------- | --------------------------- | ----- |
| เลือกที่จะรัก (Lerk Tee Ja Ruk) | Ramida Jiranorraphat (Jane) | [ 5 ] |